# 짜오 롱

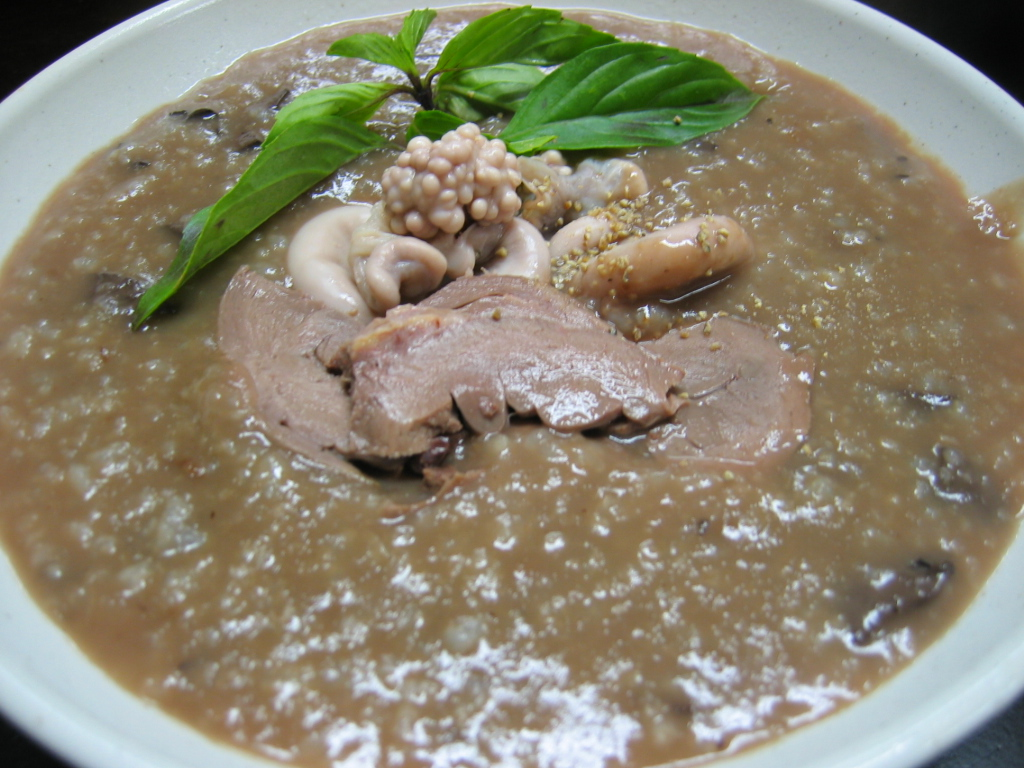
짜오 롱

짜오 롱(베트남어: cháo lòng)은 베트남의 죽이다. 돼지 내장과 조이(순대)를 넣어 만든다. 베트남어 "짜오(cháo)"는 "죽"을, "롱(lòng)"은 "내장"을 뜻한다. 돼지뼈를 우려 육수를 낸 것에 찹쌀이나 향미를 넣어 쑨다. 간, 염통, 콩팥, 양, 허파 등 여러 가지 내장을 쓴다. 파, 고수, 튀긴 샬롯, 생강, 고추, 후추 등을 고명으로 올리며, 그 외에도 느억 맘(어장), 라임즙, 허브 등을 곁들인다.

## 같이 보기
- 내장탕
- 순댓국